# خبرة العمية
خبرة العمية هي خَبْرة في قضاء سفوان بمحافظة البصرة بصحراء الدبدبة بالبادية العراقية جنوب العراق.